# Pozo Venturo
El pozo Venturo es una mina subterránea de carbón de hulla ya clausurada ubicada en el concejo asturiano de San Martín del Rey Aurelio (España).

## Historia
La mina fue profundizada en 1954 por la empresa Duro Felguera en la zona de La Hueria de Carrocera para la extracción de carbón con destino a sus altos hornos. En esta zona se explotaba el carbón de la montaña desde el siglo XIX mediante la conocida como Mina Ventura. Fue el último pozo vertical profundizada en el Valle del Nalón, entrando en servicio en 1958. Duro Felguera diseñó su pozo más moderno, gracias a años de experiencia, racionalizando el espacio, los elementos técnicos y los movimientos de material y trabajadores. Se mantuvo activo hasta 1990, cuando fue clausurada tras declararse un incendio en su interior un año antes que afectó a varias de sus capas. En 2005, las instalaciones del pozo fueron rehabilitadas para instalar una empresa cartográfica conocida como Venturo XXI. Cinco años más tarde se declaró en quiebra y cerró tras recibir cinco millones de euros en ayudas públicas. Desde entonces, se encuentra de nuevo abandonado.

## Descripción
El complejo minero se encuentra al pie de la carretera, cerca de las localidades de El Entrego y Sotrondio. Fue diseñado por el ingeniero Fernández Castañón. La plaza del pozo se protege de la carretera gracias a un edificio de servicios múltiples construido bajo las líneas del movimiento moderno, destacando su horizontalidad y funcionalismo. Este realizaba las funciones de casa de aseo, oficinas y sala de máquinas. Junto a éste se levanta el castillete que protege su entrada mediante un pabellón o cobertizo de embarque. Cerca del pozo se encuentran otras instalaciones mineras anteriores a la profundización del mismo.